# Euscorpiidae
Gli Euscorpiidi (Euscorpiidae Laurie, 1896) sono una famiglia di aracnidi dell'ordine Scorpiones che comprende 10 generi e oltre 130 specie..

## Distribuzione e habitat
La gran parte delle specie è diffusa in Europa centrale e meridionale, ma alcune specie, probabilmente a seguito di introduzione accidentale da parte dell'uomo, si trovano sul versante mediterraneo del Nord Africa, in Nord America (Messico), in America Centrale (Guatemala), in Sudamerica (Brasile, Perù, Venezuela) e in Asia occidentale e meridionale.

## Tassonomia
La famiglia comprende i seguenti generi:
- Alloscorpiops Vachon, 1980 (6 specie)
- Dasyscorpiops Vachon, 1974 (1 sp.)
- Euscorpiops Vachon, 1980 (26 spp.)
- Euscorpius Thorell, 1876 (48 spp.)
- Megacormus Karsch, 1881 (4 spp.)
- Neoscorpiops Vachon, 1980 (4 spp.)
- Parascorpiops Banks, 1928 (1 sp.)
- Plesiochactas Pocock, 1900 (3 spp.)
- Scorpiops Peters, 1861 (29 spp.)
- Troglocormus Francke, 1981 (2 spp.)